# جوناثان هاي
جوناثان هاي (بالإنجليزية: Jonathan Hay)‏ هو ملحن ومنتج أسطوانات أمريكي، ولد في 16 ديسمبر 1973 في ليسبرغ في الولايات المتحدة.

## وصلات خارجية
- الموقع الرسمي